# ヒルムシロ属
ヒルムシロ属（学名：Potamogeton）またはポタモゲトンは、ヒルムシロ科の1属で、多年生の水生植物からなる。

## 分布
寒帯から熱帯まで、幅広い地域に分布する。日本では、さまざまな種が全国各地に生息するが、近年は、各地で生息数が減っている。農薬の使用、水質汚濁、生息地の埋め立てなど、様々な環境破壊が原因である。中でも、ガシャモクの減少は著しく、今では千葉県の印旛沼等ごく一部にしか生息していない。野生下では生息数が減っているが、アクアリウム用や、個体の保全及び環境教育を目的とした教材として栽培されているので、入手することは出来る。
一方で、エビモのように北米に帰化し、侵略的外来種として扱われる例もある。

## 生育環境
湖沼やため池、流れの緩やかな河川、水路などに生育する。水中葉を展開し、水中で生活するものが主だが、水上葉を展開し水上に暮らすものもある。

## 形態、生態

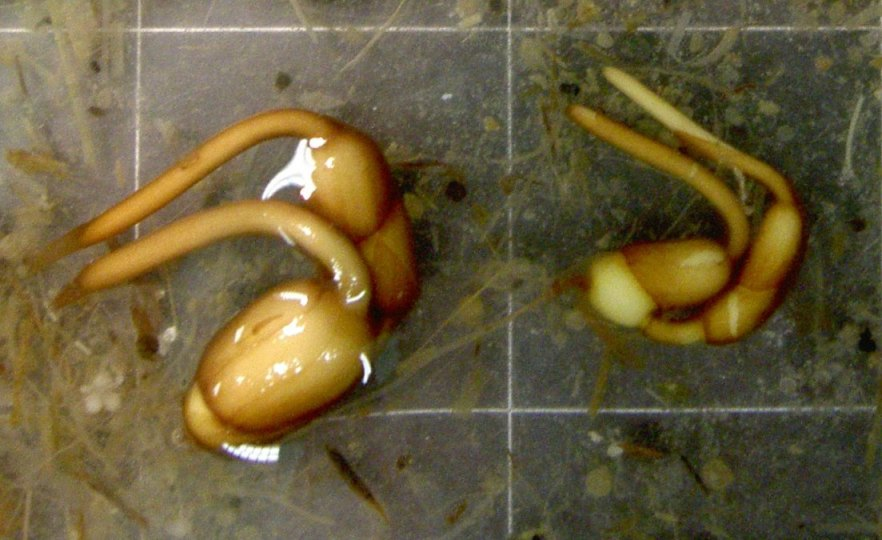
リュウノヒゲモの塊茎

ヒルムシロ属の各種は、形態的にも生態的にも非常に多様化している。また生育環境によって大きく形態を変える種もある。
基本的な形態としては、細長い水中茎を持ち、左右に葉を付ける。葉の付き方（葉序）は互生。葉の質感は、セロハンのようで、透明感がある。形状は種により様々であるが、水にたなびく柔軟性と太い葉脈を持つものが多い。地下茎と側茎で、四方八方に広がり、大きな群落を作ることもある。塊茎をもつ種もある。
栄養生殖と種子散布で繁殖する。地下茎を伸ばし、横へと群落を広げる。水上に花を咲かせ、種子で増える場合もある。また殖芽をつくって越冬する場合もある。

## 利用
日本において、ガシャモクなどが有機肥料として利用されていた。しかし、近年は、生息数が激減している上、他の肥料を使用するほうが効率的であるため、このような利用法は減っている。
また一部の種類が、アクアリウムにて観賞用に栽培されることがある。

## 栽培法

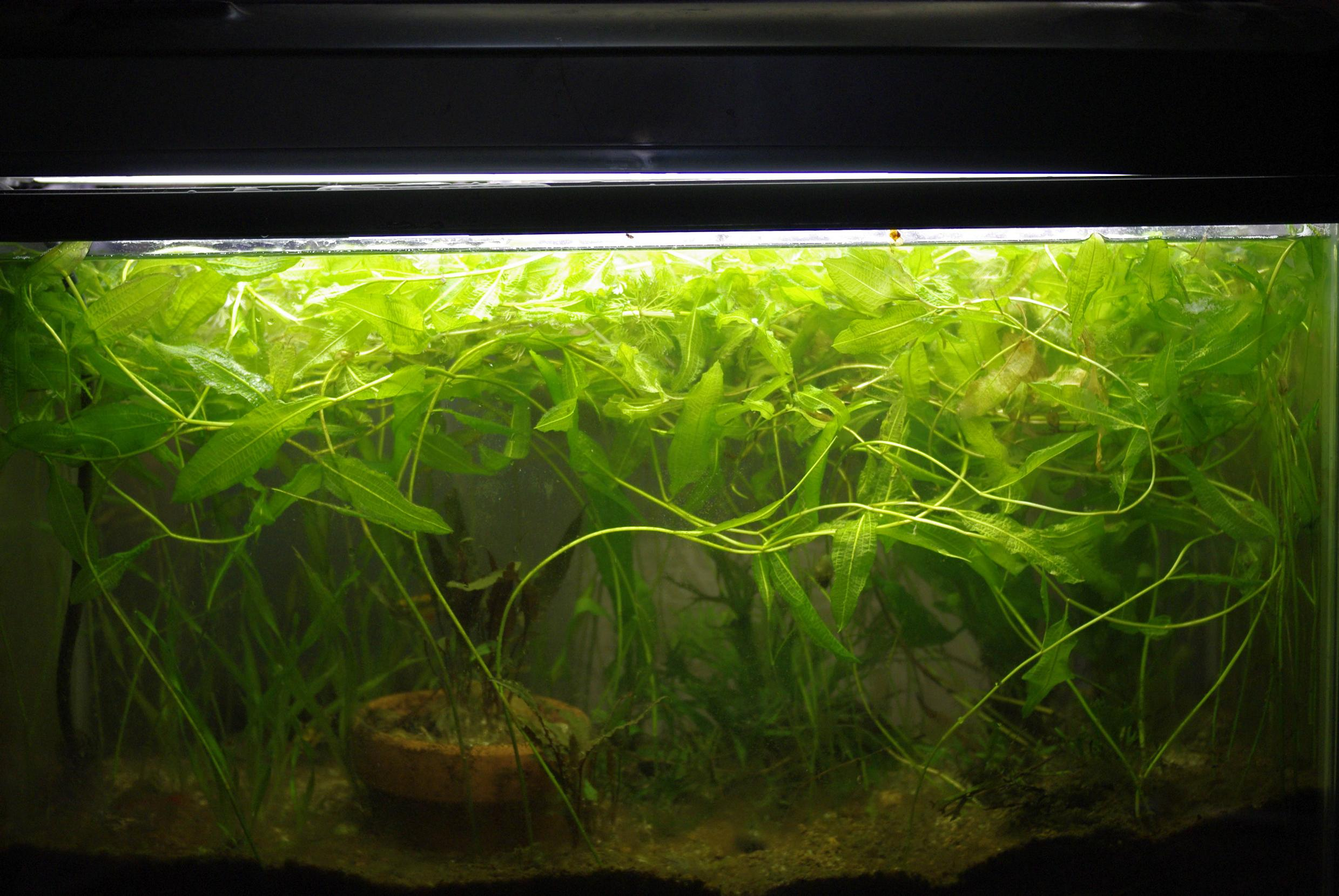
水槽で栽培されているガシャモク

### 栽培環境
睡蓮鉢、池、アクアリウムなど、水を入れる容器を用い、水中で栽培することが多い。水中に漂った状態では、うまく育たないので、土に植えて育てる。植木鉢や、アクアリウムの底砂に植えて栽培される。適度な光がないと育たないので、観賞魚用蛍光灯や太陽の光が当たる場所で育てる。地下茎を伸ばすので、栽培時はそのことも考慮したい。

### 用土
園芸用やアクアリウム用の砂、砂利、土を用いる。

### 繁殖
地下茎で増える。他に、茎を切り取って土に差す「茎差し」でも増やすことが出来る。

### 環境への配慮
アクアリウム用や緑化事業用の水草が、野外に出て移入種となっている場合がある。遺伝子汚染を防ぎ、遺伝的多様性を守るためには、国内に生息している種であっても、安易な放流は避けるべきとされる。

## 主な種
ヒルムシロ属に分類される種は、およそ80-100種とされる。また種間雑種を作ることも多く、イギリスだけでも少なくとも26種の雑種が確認されている。
以下に代表的な種を挙げる。
- ホソバヒルムシロ P. alpinus
- エゾヤナギモ P. compressus
- エビモ P. crispus - 南米以外の世界各地に分布。細長い縮れた葉を持つ。清浄な水を好み、栽培はやや難しい。
- ガシャモク P. dentatus - 日本、中国などユーラシア大陸に分布し、日本国内では印旛沼と琵琶湖のみに生息。白く太い葉脈が格子状に入り、透明感がある縮れた幅広の葉を持つ。野生のものは個体数が激減している。
- ヒルムシロ P. distinctus
- フトヒルムシロ P. fryeri
- ササバモ P. malaianus
- オヒルムシロ P. natans
- ホソバミズヒキモ P. octandrus
- ヤナギモ P. oxyphyllus
- リュウノヒゲモ P. pectinatus
- ヒロハノエビモ P. perfoliatus - 北半球の各地に分布。エビモに比べて幅広の葉を持つ。葉や茎には紅い色味が入ることもある。清浄な水を好み、高水温にはやや弱く、栽培はやや難しい。
- ナガバエビモ P. praelongus
- イトモ P. pusillus

## ギャラリー

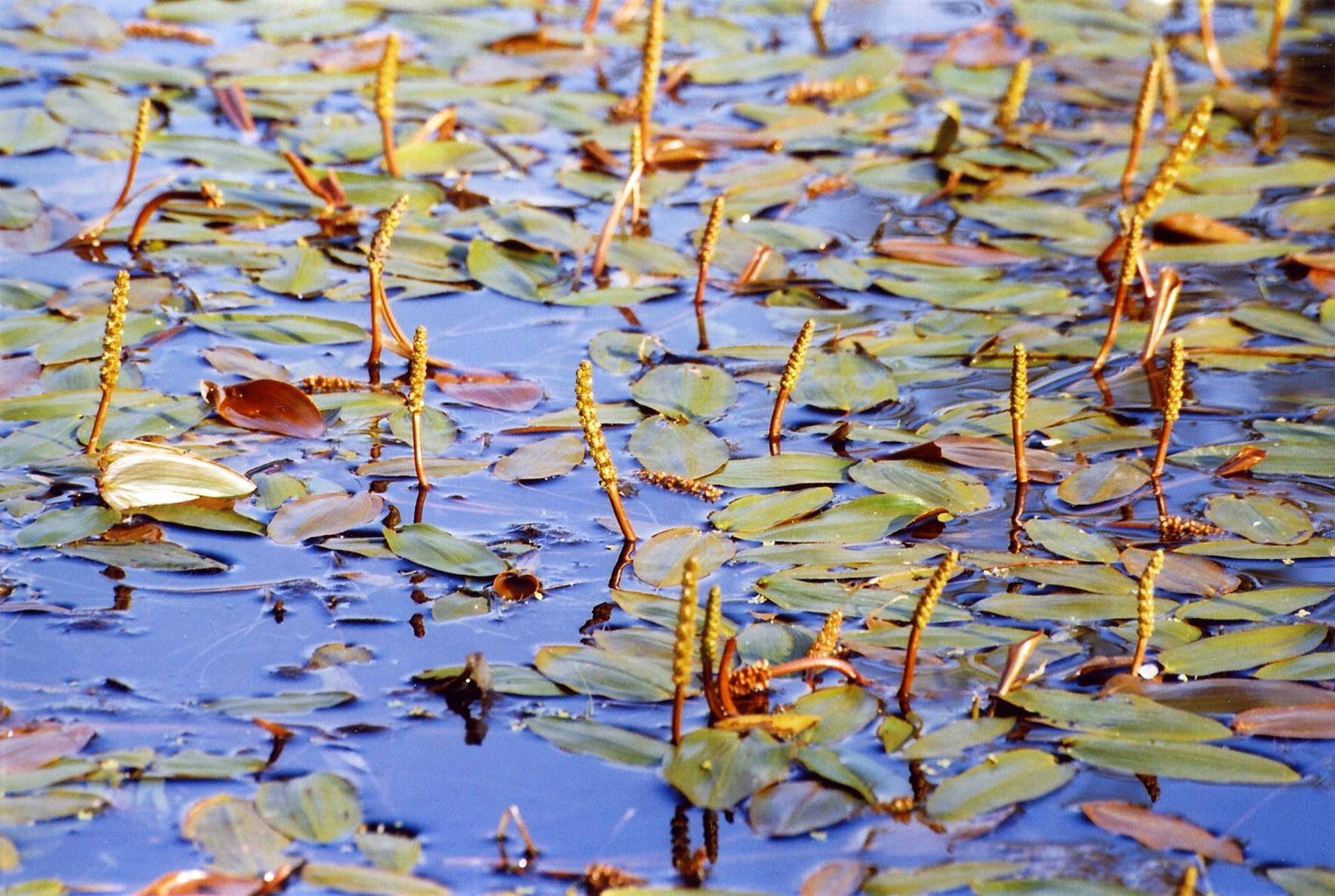
花を咲かせた野生のオヒルムシロ
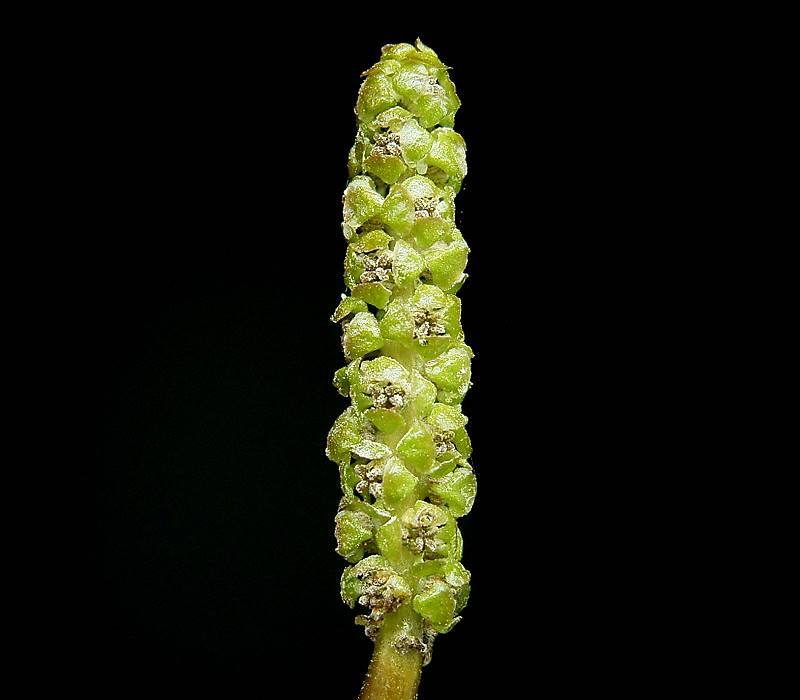
オヒルムシロの花
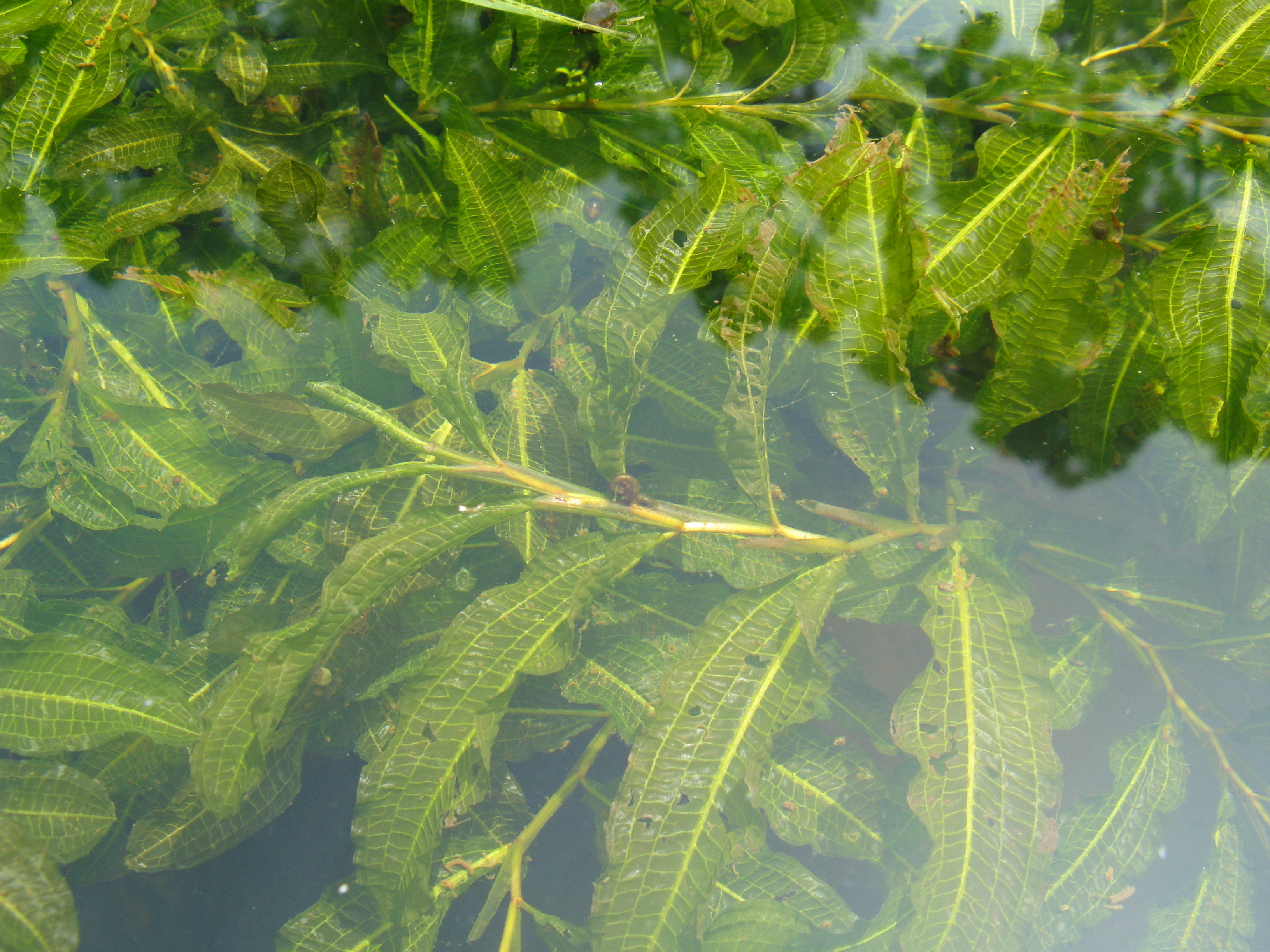
ガシャモク
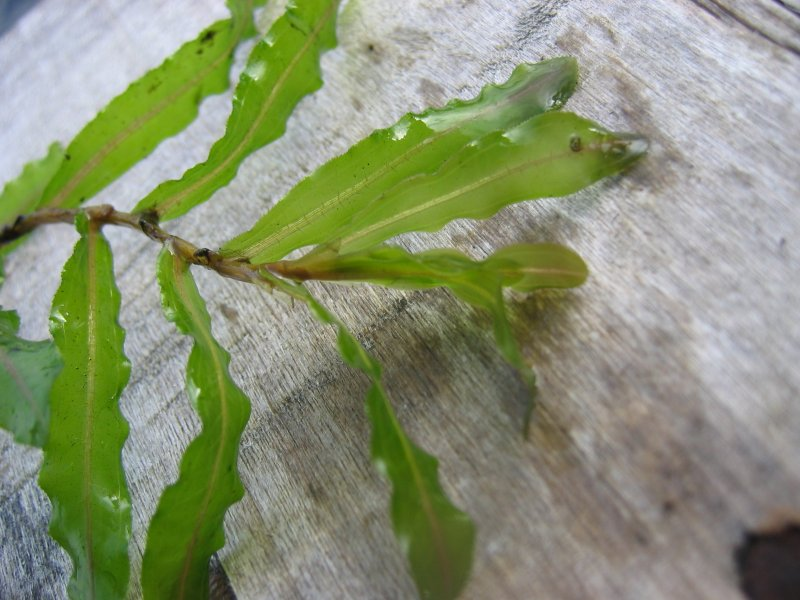
エビモ
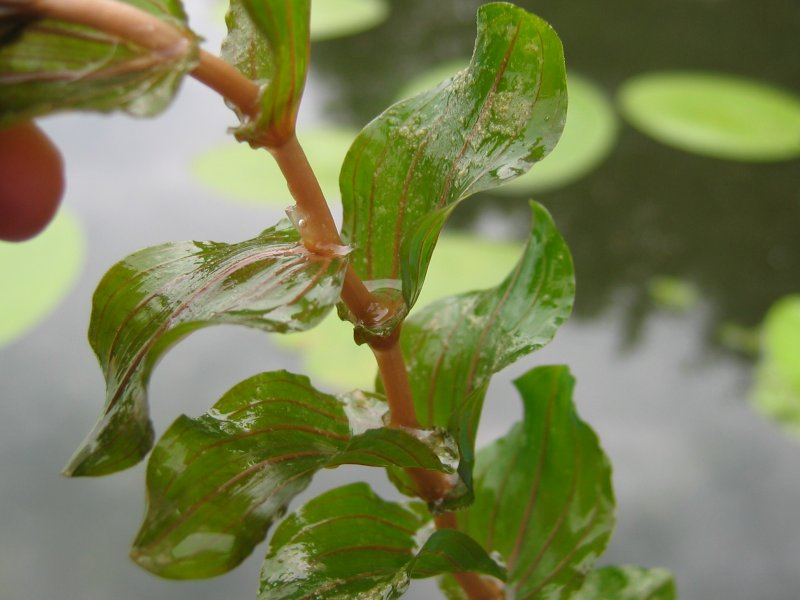
ヒロハノエビモ
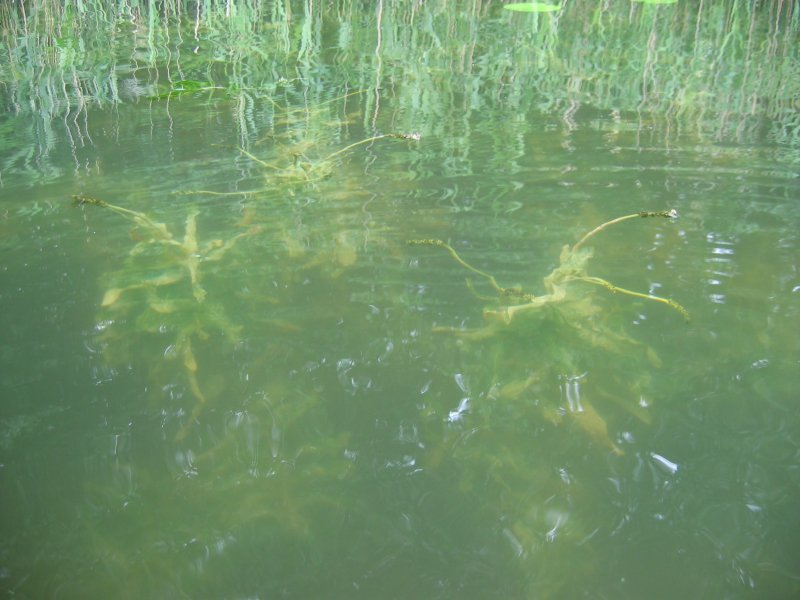
野生のナガバエビモ
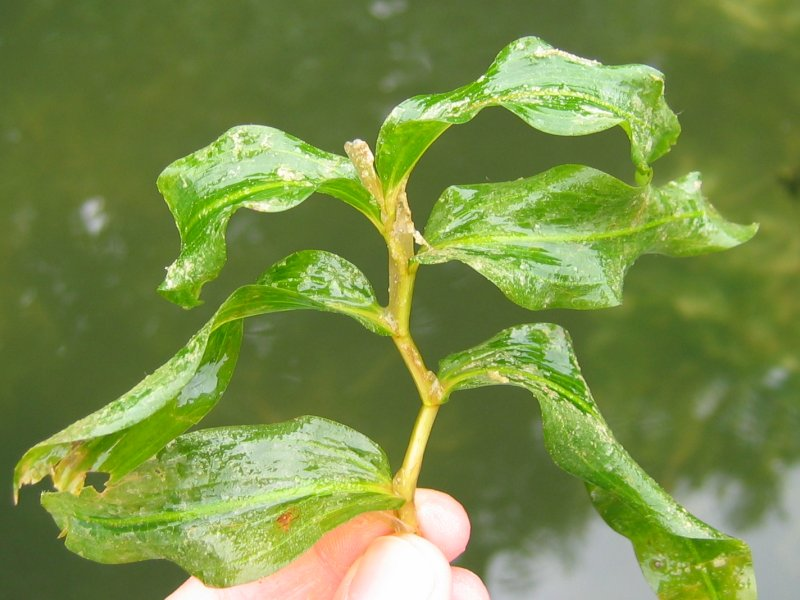
ナガバエビモ
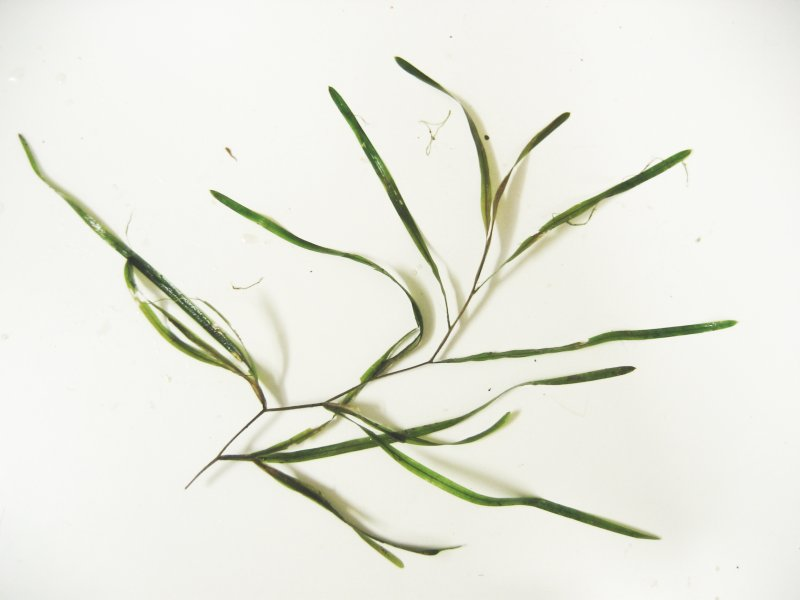
エゾヤナギモ